# Corps d'observation de la Gironde
Le corps d'observation de la Gironde est une armée française du Premier Empire. Le 23 décembre 1807, il prend le nom d'armée de Portugal.

## Création
Le corps d'observation de la Gironde est créé par décret du 2 août 1807, par la dissolution des camps volants de Saint-Lô, de Pontivy et de Napoléon qui forment chacun une division d'un corps qui porte le nom de Corps d'observation de la Gironde,.

## Décret de création
Décret
Saint-Cloud, 2 août 1807
Tire Ier - Dissolution des camps de Saint-Lô, Pontivy et Napoléon.
Article 1er : Les trois camps volants de Saint-Lô, de Pontivy et de Napoléon seront dissous dans le courant du mois d'août.
Article 2 : Chacun de ces trois camps formera une division d'un corps qui portera le titre de Corps d'observation de la Gironde.
Article 3 : Le général Junot, gouverneur de Paris, est nommé général en chef commandant le corps d'observation de la Gironde, lequel se réunira à Bayonne. Le général Junot recevra des ordres pour être rendu le 20 août à Bayonne avec son état-major.
Titre II - Composition du corps d'observation de la Gironde
Article 4 : La 1re division sera composée : 
Du 2e bataillon 
::du 47e régiment d'infanterie de ligne,
des deux bataillons du 86e régiment d'infanterie de ligne,
des deux bataillons du 70e régiment d'infanterie de ligne,
du 38e bataillon du 15e régiment d'infanterie de ligne,
d'un bataillon du 4e régiment suisse.
Chaque bataillon sera complété à l'effectif de 1 260 hommes ou 140 hommes par compagnie, par le moyen des 3e bataillons. Ce qui fera 8 820 hommes.
Le 4e bataillon du 15e régiment d'infanterie de ligne retournera à Brest.
Le général de division Henri François Delaborde commandera cette division. Il aura sous ses ordres les généraux de brigade Antoine François Brenier de Montmorand et Jean-Jacques Avril.
Douze pièces d'artillerie, avec le personnel, le matériel et les attelages, prises parmi celles du camp de Pontivy, seront attachées à cette division.
Au 15 août, le camp de Pontivy sera dissous, et le général Delaborde, avec ses généraux, les corps et l'artillerie, se mettra en marche pour Bayonne.
Article 5 : La 2e division sera composée :
Du 3e bataillon du 12e d'infanterie légère,
du 3e bataillon du 15e d'infanterie légère,
du 3e bataillon du 2e d'infanterie légère,
du 3e bataillon du 4e d'infanterie légère,
du 3e bataillon du 32e de ligne,
du 3e bataillon du 58e de ligne et
du 2e bataillon du 2e régiment suisse,
porté au grand complet de 1 260 hommes, qui partira le 6 août de Toulon et d'Avignon.
Chacun de ces sept bataillons sera complété à l'effectif de 1 260 hommes.
Le général de division Antoine Laroche-Dubouscat commandera cette division; il aura sous ses ordres les généraux de brigade Hugues Charlot et Pierre Étienne Petitot.
Cette division aura douze pièces de canon, avec le personnel, matériel et attelages , prises au camp de Saint-Lô.
Au 5 août, le camp de Saint-Lô sera dissous, et le général Laroche, avec ses officiers, les généraux et les troupes, se mettra en marche pour Bayonne.
Article 6 : La 3e division sera formée des troupes du camp Napoléon, et sera composée :
De la légion du Midi,
de la légion hanovrienne à pied,
des bataillons du 66e de ligne,
des bataillons du 82e de ligne,
des bataillons du 26e de ligne,
du 3e bataillon du 31e léger et
d'un bataillon du 32e léger,
qui sera complété à 1 260 hommes et qui partira le 6 août de Toulon.
Chaque bataillon sera complété à l'effectif de 1 260 hommes.
Le général de division Jean-Pierre Travot commandera cette division; le général de brigade Louis Fuzier y sera employé.
Cette division aura douze pièces de canon, avec personnel, attelages, matériel, prises au camp Napoléon.
Au 18 août, le camp Napoléon sera dissous, et la division Travot se mettra en marche pour Bayonne.
Article 7 :  La cavalerie du corps d'observation sera composée :
d'un escadron de chacun des
1er régiment de dragons,
3e régiment de dragons,
4e régiment de dragons,
5e régiment de dragons,
9e régiment de dragons
15e régiment de dragons, et
d'un escadron du 26e de chasseurs à cheval ;
chacun de ces escadrons sera complété à 240 hommes.
Article 8 :  
Mercredi prochain, 5 août, le ministre me proposera la formation de l'état-major général, de l'état-major de l'artillerie et du génie, des administrations, et en général toutes les dispositions nécessaires pour mettre ce corps en état d'entrer en campagne.
Titre III - Mesures à prendre pour la défense de nos côtes
Article 9 : 
Le 3e bataillon du 5e régiment d'infanterie légère se rendra à Cherbourg.
Un détachement de troupes de la marine qui est à Rochefort, fort de 500 hommes, se rendra à l'île d'Aix, où continuera à commander le général Simon Camille Dufresse.
Sur les 3 000 hommes de gardes nationales qui sont à Bordeaux, 500 y resteront pour défendre l'embouchure de la Gironde, 500 se rendront à l'île d'Oléron et 2 000 à l'île d'Aix.
Titre IV - Des dépôts
Article 10 : 
Les dépôts de tous ces régiments continueront à rester où ils se trouvent. En conséquence, les majors, quartiers-maîtres, officiers d'habillement, ouvriers, etc. , continueront à rester dans les 12e, 13e et 14e divisions militaires.
Titre V - Dispositions générales
Article 11 : 
Pour compléter les cadres des bataillons, il ne sera pris aucun des conscrits de 1808, qui continueront à rester aux 3e ou 4e bataillons ou aux dépôts des régiments.
Article 12 : 
Nos ministres de la guerre et de l'administration de la guerre sont chargés de l'exécution du présent décret.